# حسین فیصل
حسین فیصل (انگلیسی: Hussain Faisal؛ زادهٔ ۱۹۸۶ (۳۸–۳۹ سال)) خواننده و مداح اهل بحرین است. وی از سال ۲۰۱۴ میلادی تاکنون مشغول فعالیت بوده‌است.